# Weg naar See
Weg naar See (o Weg naar Zee) è un distretto (ressort) del Suriname di 13.172 abitanti che fa parte di Paramaribo.